# SN 2001eq
SN 2001eq – supernowa typu Ic odkryta 12 września 2001 roku w galaktyce PGC0070417. W momencie odkrycia miała maksymalną jasność 18,70m.